# Grøn top
Grøn top er en dansk kortfilm fra 2018, der er instrueret af Andrea Stief.

## Handling
Markus og hans mor skal holde jul med hendes nye kæreste, Jacob og datteren Emma for første gang. Det er svært pludselig at skulle dele juletraditionerne med andre – især når de ankommer uden juletræ, fordi Emma synes, at det er synd for træerne. Hun er også sød, nuttet og god til alt. En grøn plet dukker op på Markus’ finger, og det klør. Markus prøver at skjule det, men som aftenen skrider frem, og Emma får mere og mere opmærksomhed, vokser jalousien og det grønne på ham.

## Medvirkende
- Harald Kaiser Hermann, Marcus
- Smila Laudrup, Emma
- Pernille Andersen, Mor
- Rasmus Botoft, Jakob